# Zoe Ann Olsen-Jensen
Zoe Ann Olsen-Jensen (Council Bluffs, 11 febbraio 1931 – 23 settembre 2017) è stata una tuffatrice statunitense.

## Palmarès

### Olimpiadi
- Argento a Londra 1948 nel trampolino.
- Bronzo a Helsinki 1952 nel trampolino.